# Holly Cole
Holly Cole (Halifax, 1963. november 25. –) kanadai dzsesszénekesnő.
A világ egyik legjelentősebb dzsesszénekese. Apja, Leon Cole, a CBC Stereo network jeles személyisége volt. Holly Cole sok éven át a „Holly Cole Trio” nevű saját együttesével lépett fel. Okkal, ok nélkül – Magyarországon viszonylag kevéssé ismert.

## Pályakép
Húszéves korában Torontóba költözött és felépítette énekesi karrierjét. Különböző együttesekkel énekelt, majd szólókarrierbe kezdett. 1993-ban jelent meg a Don't smoke in bed című albuma a triójával, aztán két évvel később következett az első szólólemeze is: „Temptation”, amit még tizenegy követett.
Ma már inkább csak koncertezik.

### Holly Cole trió
Holly Cole 1986-ban triót alapított David Piltch basszusgitárossal és Aaron Davis zongoristával. 1989-ben lemezszerződést kötött és kiadott egy EP-t, a Christmas Blues-t, amely nagyon népszerűnek bizonyult. Ezt követte a Girl Talk 1990-ben. Az 1990-es évek elején sorozatos megjelenések következtek: a Blame It On My Youth, songs by Tom Waits (Purple Avenue, vagy Empty Pockets) és Lyle Lovett, a „On the Street Where You Live”-ból (a My Fair Lady-től), valamint a Trust In Me (a Disney-féle Dzsungel könyvéből, Elvis Costello Alison című darabjának újrafeldolgozása.
1993-ban a trió kiadta a Don't Smoke in Bed című albumot. Az album platinalemez lett Kanadában, a Billboard Contemporary Jazz listán a 7. helyezést érte el, és 1994-ben elnyerte a Juno-díjat.

## Lemezek
- Christmas Blues (1989)
- Girl Talk (1990)
- Blame It on My Youth (1991)
- Don't Smoke in Bed (1993)
- Temptation (Alert, 1995)[3]
- It Happened One Night (1996)
- Dark Dear Heart (1997)
- Treasure (1998)
- Romantically Helpless (2000)
- Baby, It's Cold Outside (2001)
- Shade (2003)
- Holly Cole Collection Vol.1 (2004)
- Holly Cole (Alert, 2007)
- Night (2012)
- Steal the Night: Live at the Glenn Gould Studio (2012)
- Holly (2017)
- Night ( 2012)
- Holly (2018)
- Montreal (2020)

## Díjak
- Gemini-díj: legjobb alakítás, előadóművészet/sorozat kategória; 1994, 1995
- Az év lemeze, 1994 [4]

## Film
- The Fairy Who Didn't Want to Be a Fairy Anymore (rövidfilm, 1993)